# Crossover (álbum)
Crossover es el tercer álbum de los estadounidenses D.R.I., en el cual la banda dejaba el sonido thrashcore de los anteriores discos para acercarse al crossover thrash, género el cual obtuvo su nombre debido al título de este disco.

## Lista de canciones
1. "The Five Year Plan" – 4:03
2. "Tear It Down" – 3:38
3. "A Coffin" – 0:58
4. "Probation" – 4:05
5. "I.D.K.Y." – 1:28
6. "Decisions" – 5:02
7. "Hooked" – 2:44
8. "Go Die!" – 3:42
9. "Redline" – 3:06
10. "No Religion" – 2:59
11. "Fun And Games" – 2:13
12. "Oblivion" – 4:54

## Créditos
- Spike Cassidy – Guitarra
- Kurt Brecht – Voces
- Felix Griffin – Batería
- Josh Pappé – Bajo